# Love addict - historier om drømme, besættelse og længsel
|  | Denne artikel er oprettet af botten PalnaBot ud fra en ekstern database. Den kan derfor have sproglige fejl eller mangler. Denne skabelon kan fjernes efter kontrol af indholdet. |

Love addict - historier om drømme, besættelse og længsel er en dokumentarfilm fra 2011 instrueret af Pernille Rose Grønkjær.

## Handling
Elsker du mig ligeså meget, som jeg elsker dig? Spørgsmålet optager den elskende døgnet rundt og kan være ligeså opslidende som kampen om liv og død. Pernille Rose Grønkjærs dokumentarfilm beskriver hvordan den romantiske kærlighed bliver til en altopslugende besættelse. Eliza - en ung kvinde - elsker af hele sit hjerte. Hun kender til alle detaljer i Christophers liv og er slået omkuld af kærlighed. Han ved det bare ikke, for han har endnu ikke mødt hende. Eliza og mange andre fortæller deres historie i filmen. Udgangspunktet er drømmen om den eneste ene, som man ikke at kan leve foruden, men det handler i virkeligheden om frygten for ikke at være elsket og om at elske alt for meget. Om at ville kontrollere illusionen, ikke se sandheden og kræve kærligheden gengældt, koste hvad det vil.